# Lawinediode
Een lawinediode of avalanchediode is een diode die berust op het lawine-effect (avalanche breakdown effect).

## Werking
In normale toestand geleidt een avalanchediode in de sperrichting vrijwel niet. Bij een bepaalde spanning (de doorslagspanning), gaat het lawine-effect (avalanche breakdown) optreden, waardoor de diode steeds meer gaat geleiden en ten slotte vrijwel een kortsluiting vormt. Dit proces vernielt de halfgeleider niet, tenzij de stroom gedurende de geleiding te groot is geworden.
Een avalanchediode wordt daarom typisch in de sperrichting gebruikt, met de kathode aan de positieve kant en de anode aan de negatieve kant (doorgaans wordt deze kant met massa verbonden). Beneden deze doorslagspanning geleidt de diode nauwelijks, bij de doorslagspanning gaat deze geleiden. De overgang is echter niet scherp: er is een gebied waar de diode steeds meer begint te geleiden. Een op 5 volt gespecificeerde avalanchediode vormt pas boven de 6 volt een echte geleider.
Hoewel beide typen een overeenkomstig effect vertonen (doorslag bij een bepaalde spanning), verschilt een avalanchediode fundamenteel van een zenerdiode, in die zin dat de belangrijkste natuurkundige eigenschap waarop hun werking berust, verschillend is (lawine-effect tegenover zenereffect). Tevens heeft het lawine-effect een positieve temperatuurcoëfficiënt, waardoor ze minder geschikt zijn voor spanningsstabilisatie. Aan de andere kant kunnen avalanchedioden tot doorslagspanningen van enkele duizenden volt worden ontworpen, terwijl zenerdioden typisch niet verder dan enkele tientallen volt doorslagspanning kunnen worden geproduceerd.

## Toepassing

### Overspanningsbeveiliging
Avalanchedioden kunnen worden toegepast om spanningspieken (transiënten) op te vangen, waarmee de elektronica in de schakeling daarachter kan worden beveiligd tegen te hoge spanning. Ze zijn in staat om kortdurend (typisch in de orde van 1 seconde) veel energie te dissiperen en worden daartoe soms uitgerust met een koellichaam. Engelse handelsbenamingen voor deze diodes zijn onder andere Transorb en Transil. Avalanchedioden, ontwikkeld voor overspanningsbeveiliging, worden gespecificeerd in doorslagspanning (in volt) en maximale energie (uitgedrukt in joule of in I2t).
Deze dioden zijn leverbaar in unidirectionele en bidirectionele versies, met doorslagspanningen tot enkele duizenden volt. Unidirectionele versies gaan geleiden boven hun gespecificeerde spanning maar ook bij negatieve spanningen van 0,7 volt of meer. Dan fungeert de avalanche diode als gewone diode. Bidirectionele versies hebben een symmetrische doorslagspanning, bijvoorbeeld 5 en -5 volt. Feitelijk bestaan bidirectionele versies uit twee unidirectionele diodes: intern zijn de anoden aan elkaar verbonden en de kathoden naar buiten gebracht. Een toepassing is, om bipolaire signalen zoals RS232 te beschermen tegen piekspanningen met slechts één component.

### Ruisgenerator
Net als zenerdioden genereren avalanchedioden hoogfrequente ruis wanneer ze doorslaan. Ze kunnen worden toegepast als bron van witte ruis in meetapparatuur.